# تشارلز غودفري
تشارلز غودفري (24 نوفمبر 1862 - 28 سبتمبر 1941) (بالإنجليزية: Charles Godfrey)‏ هو كاهن أنجليكاني ولاعب كريكت بريطاني وبريطاني (وحمل سابقاً جنسية المملكة المتحدة لبريطانيا العظمى وأيرلندا).